# LA Knight
Shaun Ricker, meglio conosciuto con il ring name LA Knight (Hagerstown, 1º novembre 1982), è un wrestler statunitense sotto contratto con la WWE.
È principalmente ricordato per i suoi trascorsi tra il 2014 e il 2019 a Total Nonstop Action Wrestling/Impact Wrestling, federazione nella quale ha vinto una volta l'Impact World Championship, il TNA King of the Mountain Championship e l'Impact World Tag Team Championship con Scott Steiner. In WWE ha detenuto due volte lo United States Championship

## Carriera

### Circuito indipendente (2003–2013)
Shaun Ricker effettua il suo debutto nella NWA Wildside, ma è nella Heartland Wrestling Association che effettua i suoi primi passi con il nome "Deuce". Ottiene l'HWA Television Title contro JT Stahr nell'agosto del 2004 e lo perde contro lo stesso dopo un mese. Dopo aver tentato senza successo di appropriarsi del titolo massimo della compagnia, è costretto ad abbandonarla nel 2005 dopo aver perso un Career vs Contract match contro Chad Collyer per l'HWA Heavyweight Title.
Nel marzo del 2006 Shaun Ricker cambia ring name in "Dick Rick" ed effettua il suo debutto nella World Wrestling Entertainment insieme a Jon Moxley in un 2-on-1 Handicap match perso contro Big Show. L'anno successivo combatté un altro match in WWE, perdendo in coppia con Snitsky contro i Cryme Tyme.
Ritorna in HWA nel 2007 e vi rimane fino al 2009 senza però ottenere altri successi rilevanti nonostante i diversi tentativi di conquistare il titolo massimo. Nel 2009 lavora anche per la Mach One Pro-Wrestling con il suo vero nome e lì forma con Brian Cage un tag team chiamato The Natural Selection con cui conquista i titoli di coppia della federazione detenendoli due mesi prima di perderli. A inizio 2010 la coppia si sposta nella NWA Championship Wrestling from Hollywood e riesce a conquistare i CWFH Heritage Tag Team Titles contro The RockNES Monsters nel match di assegnazione per poi perderli contro gli stessi dopo due mesi. Rivinceranno i titoli ad agosto per poi perderli contro The Tribe a luglio 2011 in un handicap match a causa dell'assenza di Cage. In seguito alla perdita dei titoli inizia un'intensa rivalità tra Cage e Ricker che termina con la vittoria di quest'ultimo in un Casket match a metà 2012. Questa faida lo fa notare dalla National Wrestling Alliance e ottiene un match per l'NWA World Heavyweight Championship contro il campione Adam Pearce, dal quale viene però battuto. Nello stesso anno riesce a conquistare il CWFH Heritage Heavyweight Title in una Battle royal a 30 uomini, ma lo perde nella stessa sera contro Scorpio Sky in un loser leaves Hollywood match, lasciando così la compagnia.

### WWE (2013–2014)
Nel maggio del 2013 ritornò in WWE, firmando un contratto di sviluppo. Si allenò per un paio di mesi al Performance Center dove adottò il ring name "Slate Randall". Effettuò il suo debutto in un dark match ai tapings di NXT di ottobre sconfiggendo Yoshi Tatsu. Combatté in diversi house show contro wrestler come Mojo Rawley, Baron Corbin e Mason Ryan venendo però sempre battuto. Il 1º agosto 2014 venne licenziato.

### Total Nonstop Action Wrestling/Impact Wrestling (2015–2019)
Nel febbraio del 2015 Shaun appare al PPV One night only: Gut Chek, vincendo contro Crazzy Steve e perdendo un fatal 5 way match. Debutta ufficialmente nella compagnia come "Eli Drake" nella puntata di Impact! del 27 marzo insieme a Micah, accorrendo in aiuto di Drew Galloway durante un pestaggio del Beat Down Clan. Le due stable si affrontano più volte nelle settimane successive ma Galloway e soci perdono lo scontro decisivo: infatti nella puntata del 1 luglio The Rising perde contro il BDC in un 3 on 4 handicap elimination match e, per stipulazione, sono costretti a sciogliere il gruppo.
Ricompare ad Impact il 15 luglio durante il match per il TNA World Heavyweight Championship tra Ethan Carter III e Drew Galloway, attaccando quest'ultimo alle spalle e tornando heel. I due iniziano così una rivalità che li porta a scontrarsi a No Surrender con Eli Drake vincitore del match tramite un appoggio illegale sulle corde. La faida viene momentaneamente sospesa a causa delle TNA World Title Series, il cui vincitore sarebbe diventato campione del mondo. Drake entra nel torneo nel girone Future; grazie alle vittorie contro gli altri membri del girone (Crimson, Micah e Jessie Godderz) arriva agli ottavi di finale dove viene sconfitto da Mahabali Shera. Drake e Galloway concludono la loro rivalità a Turning Point in un no disqualification match vinto dallo scozzese. A Bound for Glory partecipa alla Bound for Gold gauntlet battle royal con in palio un match per il TNA World Championship ma viene eliminato per primo da Al Snow.
Il 26 gennaio Drake partecipa al feast or fired match, dove riesce ad aggiudicarsi la valigetta che gli assicura una possibilità per il TNA King of the Mountain Championship. Settimane dopo si scopre che in realtà Drake aveva preso la valigetta con la lettera di licenziamento, ma che aveva scambiato di nascosto la sua valigetta con quella di Grado. Nella puntata del 3 maggio partecipa ad un king of the mountain match con in palio l'omonimo titolo detenuto da Bram, Drake ne esce sconfitto ma il 31 maggio utilizza la valigetta rubata, incassandola contro uno stremato Bram e diventa TNA King of the Mountain Champion. A Slammiversary XIV avviene la rivincita, ma anche questa volta e Drake a vincere. Difese la cintura con successo contro Jeff Hardy ma la perse contro James Storm nella puntata di Impact Wrestling del 4 agosto perse la cintura contro James Storm.
Dopo aver perso il torneo per l'assegnazione del nuovo titolo della compagnia, l'Impact Grand Championship, a Bound for Glory prende parte e vince una 10 man bound for gold gauntlet battle royal conquistando un mach titolato per TNA World Heavyweight Championship. Ma anche in questo caso viene sconfitto dal campione Eddie Edwards. Nella puntata del 24 novembre, Drake perdendo un mach contro EC3 viene costretto a rimanere in silenzio per tutto il resto del 2016. A causa di questa limitazione, assume Tyrus in veste di portavoce e guardaspalle. Dopo alcuni mesi senza sussulti, il 4 maggio Drake ha l'opportunità di diventare primo sfidante al GFW World Heavyweight Championship in un match contro Alberto El Patron, ma viene sconfitto dal messicano. Il 1 giugno riprova l'assalto all'Impact Grand Championship di Moose senza riuscire a conquistarlo. Durante il tour della compagnia in India, Drake sostituisce Tyrus (che ha lasciato la compagnia) con Chris Adonis.  A Slammiversary XV il duo Drake-Adonis viene sconfitto da Moose e DeAngelo Williams.

#### TNA World Championship e altri titoli (2017-2019)

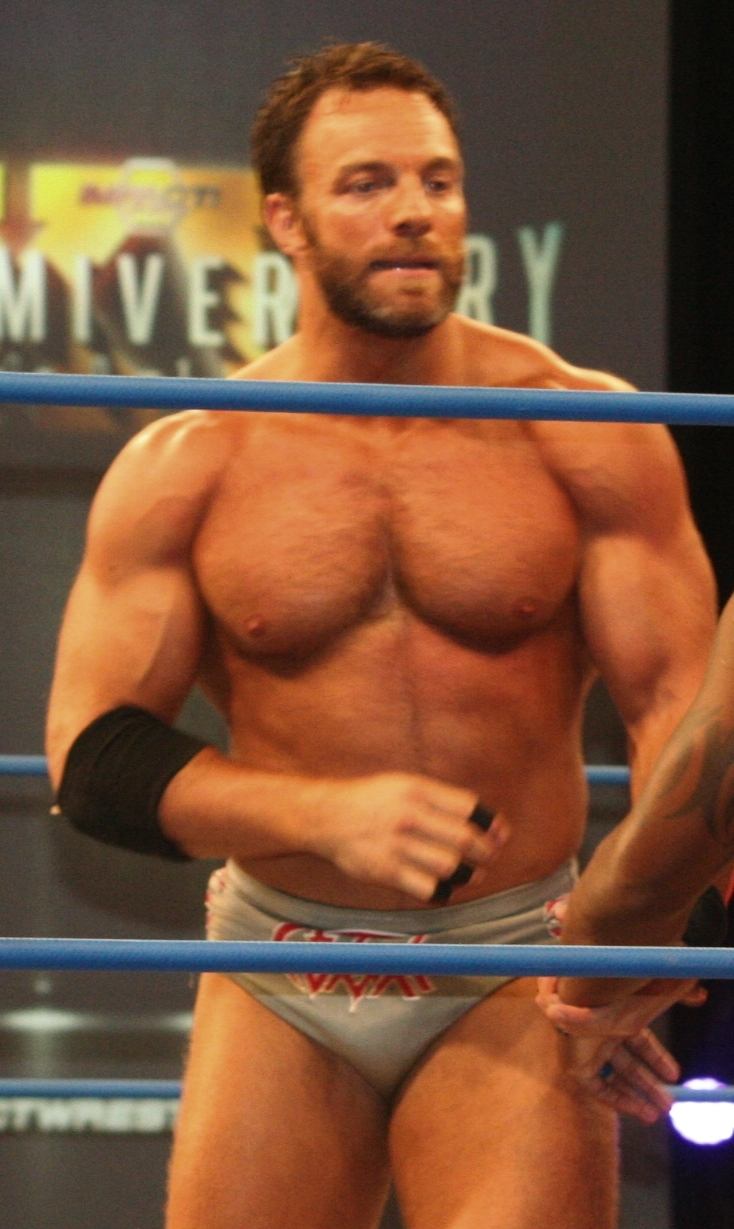
Eli Drake a Slammiversary

La svolta arriva nella puntata del 24 agosto 2017: Eli Drake vince un 20 man gauntlet match con in palio il vacante GFW World Heavyweight Championship e diventa il campione mondiale della compagnia. La prima difesa titolata avviene dopo due settimane contro Matt Sydal, per poi vincere una rivalità contro Johnny Impact. In seguito ha difeso la cintura in varie federazioni: la prima è in AAA contro Mascara de Bronce. Prosegue le sue difese internazionali con Cody Hall (a NOAH Great Voyage 2017), A1 (nella Border City Wrestling) e Montego Seeka (Imperial Wrestling Revolution).
Il 5 novembre, a Bound for Glory, ad Aberdeen, in Canada, sconfigge ancora Johnny Impact nel main event dell'evento. Nella puntata di Impact successiva difende il titolo contro Petey Williams. Johnny e Eli si affrontano nuovamente a Genesis in un Six Sides of Steel match con anche Alberto El Patron coinvolto, ma a vincere è sempre il Namer of Dummies. Difende ancora il titolo a WrestleCade Supershow in un three way match contro Johnny Impact e Jake Hager il 25 novembre. El Patron e Impact tentano ancora l'assalto al titolo di Drake ad un evento BCW e la sera dopo a Impact ma entrambi i match finiscono in No contest. Al evento WrestleCade mantiene il titolo mondiale contro El Patron. Ma dopo 146 giorni il suo regno finisce dopo la sconfitta in meno di un minuto dal rientrante Austin Aries.
Eli Drake ottiene una rivincita per l'Impact Global Championship contro Aries, dove a prevalere è Double A. Nella puntata del 15 marzo partecipa al feast or fired match e riesce a prendere una delle valigette, che si rivelerà contenere una shot all'Impact World Tag Team Championship. Deluso dalla sua valigetta, decide di metterla in palio contro quella di Moose (che conteneva una shot al titolo mondiale) e riesce a conquistarla. Decide così di incassare la sua opportunità ai titoli di coppia al PPV Impact Redemption e annuncia come suo tag team partner Scott Steiner. A Redemption i due sconfiggono The Latin American Xchange e diventano campioni di coppia.
La sera successiva concedono la rivincita agli ex campioni, uscendone ancora vittoriosi. Nella puntata del 3 maggio annuncia di voler sfruttare anche l'altra valigetta per il titolo del mondo. Il 10 maggio sfida, senza successo, Pentagon Jr. per l'Impact Global Title. Il duo Steiner-Drake perde i titoli di coppia contro DJZ e Andrew Everett nella puntata del 17 maggio a causa di una interferenza sbagliata di Big Poppa Pump, che rifila una sediata in testa al partner. Il Namer of Dummies si rivale sul suo ex partner con una vittoria contro l'ex WCW Champion ad Under Pressure grazie ad un colpo in testa con la sedia. Decide quindi di riprovare a conquistare il titolo massimo ed ricomincia la sua rivalità con Moose, apostrofandolo più volte come "Dummy" per essere stato l'unico talmente ingenuo da aver messo in palio la sua shot al titolo globale un paio di mesi prima. I due si affrontano ad House of Hardcore 43 con in palio la possibilità di affrontare Austin Aries a Slammyversary con il Global Championship in palio, ma a prevalere è Mr Impact.
Il 31 maggio del 2019 lascia Impact Wrestling dopo sei anni in seguito alla scadenza del suo contratto.

### National Wrestling Alliance (2019–2021)
Il 28 giugno 2019, Drake ha preso parte alla World della Ring of Honor, come partner misterioso di Nick Aldis per poi firmare un accordo esclusivo con la National Wrestling Alliance. Il 24 gennaio 2020, a Hard Times insieme a James Storm ha vinto l'NWA Tag Team Championship sconfiggendo i The Rock 'n' Roll Express e i Wild Cards in un triple threat tag team mach. Il 10 novembre persero i titoli contro Aron Stevens e JR Kratos.
Pur avendo in precedenza rinnovato con la NWA, il 14 febbraio viene annunciata la separazione tra l'atleta e la federazione.

### Ritorno in WWE (2021–presente)

#### NXT(2021–2022)
Il 14 febbraio 2021 firmò nuovamente con la WWE e assegnato al roster di NXT con il ring name "LA Knight". Fece la prima apparizione a NXT TakeOver: Vengeance Day, dove firmò il contratto alla presenza del general manager, William Regal. Nella puntata di NXT del 3 marzo Knight intervenne nel match tra Bronson Reed e Cameron Grimes favorendo la vittoria di quest'ultimo. Knight debuttò ufficialmente nella puntata del 17 marzo sconfiggendo August Grey nonostante la distrazione di Reed. La settimana dopo Knight venne poi sconfitto da Bronson Reed, incassando la prima sconfitta ad NXT. Il 13 giugno, a NXT TakeOver: In Your House, Knight sconfisse Cameron Grimes in un ladder match conquistando il Million Dollar Championship per la prima volta. Il 6 luglio, nella puntata speciale NXT The Great American Bash, Knight mantenne la cintura contro Grimes e, come da stipulazione, lo costrinse a diventare il suo maggiordomo. Il 22 agosto a NXT TakeOver 36, Knight perse il titolo contro Grimes dopo 70 giorni di regno.
Nella puntata di NXT 2.0 del 14 settembre Knight venne sconfitto dal debuttante Bron Breakker, e più tardi partecipò ad fatal 4-way match per la riassegnazione dell'NXT Championship che comprendeva anche Pete Dunne, Tommaso Ciampa e Von Wagner ma il match venne vinto da Ciampa. Il 5 dicembre, a NXT WarGames, Knight, Johnny Gargano, Pete Dunne e Tommaso Ciampa persero contro il Team 2.0 (Bron Breakker, Carmelo Hayes, Grayson Waller e Tony D'Angelo) in un WarGames match. Knight tornò poi nella puntata di NXT 2.0 effettuando un turn face attaccando Grayson Waller dopo che questi aveva perso contro AJ Styles. Successivamente, Knight riprese la sua rivalità con Grayson, che culminò l'8 marzo, nella puntata speciale NXT Roadblock, dove Grayson trionfò sul suo rivale in un last man standing match. Nella puntata di NXT 2.0 del 15 marzo Knight affrontò Dolph Ziggler per l'NXT Championship ma venne sconfitto. Il 2 aprile, a NXT Stand & Deliver, Knight venne sconfitto da Gunther.

#### SmackDown(2022–2024)
Nella puntata di SmackDown del 27 maggio apparve nello studio di Adam Pearce facendo il suo debutto nel main roster presentandosi come "Max Dupri", leader della stable Maximum Male Models. Nella puntata di SmackDown del 1º luglio presentò ufficialmente i suoi due assistiti: ma.çé e mån.sôör̃. In seguito si è unita al gruppo, come valletta, anche la sorella (kayfabe) di Max, Maxxine Dupri. Dopo una serie di sconfitte da parte di ma.çé e mån.sôör̃, nella puntata di SmackDown del 30 settembre Dupri attaccò i due e la settimana dopo tornò alla gimmick di "LA Knight". Questi tornò ufficialmente sul ring nella puntata di SmackDown del 14 ottobre sconfiggendo senza problemi mån.sôör̃, stabilendosi come heel.
Dopo aver vinto una breve faida con Ricochet, Knight iniziò in seguito una rivalità con Bray Wyatt, che dopo diversi confronti verbali culminò il 28 gennaio 2023, a Royal Rumble, in cui venne sconfitto in un Mountain Dew pitch black match. Nella puntata di SmackDown del 10 marzo prese parte ad un fatal five-way match per determinare lo sfidante di Gunther per l'Intercontinental Championship a WrestleMania 39 insieme a Karrion Kross, Sheamus, Xavier Woods e Drew McIntyre ma il match terminò con un doppio schienamento tra McIntyre e Sheamus. Nella puntata di SmackDown del 31 marzo partecipò all'annuale André the Giant Memorial Battle Royal ma venne eliminato da Bronson Reed.
Il 2 giugno 2023, a SmackDown, sconfisse Montez Ford qualificandosi per il Money in the Bank Ladder match. Il 1º luglio, a Money in the Bank, partecipò all'omonimo incontro che comprendeva anche Damian Priest, Butch, Logan Paul, Ricochet, Santos Escobar e Shinsuke Nakamura ma il match venne vinto dal primo. Il 21 luglio, a SmackDown, partecipò ad un fatal four-way match insieme a Cameron Grimes, Rey Mysterio e Sheamus per potersi inserire in un match per determinare lo sfidante di Austin Theory per lo United States Championship ma a vincere fu Mysterio.
Il 5 agosto, a SummerSlam, si aggiudicò una battle royal eliminando per ultimo Sheamus. Durante il match eliminò The Miz e i due iniziarono una faida, che dopo settimane di attacchi, sia verbali che fisici, il 2 settembre, a Payback, trionfò sull'Awesome One in un match arbitrato da John Cena. Il 7 ottobre, a Fastlane, Knight e John Cena prevalsero su Jimmy Uso e Solo Sikoa. Il 4 novembre, a Crown Jewel, affrontò Roman Reigns per l'Undisputed WWE Universal Championship ma venne sconfitto.
Il 27 gennaio a Royal Rumble, prese parte ad un fatal four-way match valevole per l'Undisputed WWE Universal Championship di Roman Reigns che comprendeva anche AJ Styles e Randy Orton ma a vincere fu Reigns. Nella puntata di Raw del 12 febbraio prevalse su Ivar qualificandosi per l'elimination chamber match, ma all'evento del 24 febbraio, venne eliminato da Drew McIntyre a causa dell'interferenza di AJ Styles.

#### Regni titolati (2024–presente)
Nella puntata di SmackDown del 7 giugno, Knight sconfisse Carmelo Hayes ed al termine del match ha richiesto un'opportunità titolata contro Logan Paul per il suo WWE United States Championship, con il campione che però rifiutò. Nella puntata del 28 luglio, si tenne un match tra loro Paul, Knight ed Santos Escobar per qualificarsi al Money in the Bank dove ne uscì come vincitore LA Knight schienando proprio il campione. Il 12 luglio, LA Knight richiese una chance titolata visto i suoi recenti risultati e per lo schienamento ai danni del campione, firmando già il contratto per ufficializzare l'incontro. Una settimana più tardi, si tenne la firma del contratto che ufficializzò il match tra i due valido per il titolo, concluso con un tentativo da parte del campione di colpire alle spalle Knight che riuscì a contrattaccare senza andare però a segno. Il 3 agosto a SummerSlam, riuscì a sconfiggere Logan Paul vincendo lo United States Championship. Nel primo mese ha difeso la cintura con successo, contro Santos Escobar, Ludwig Kaiser e poi contro Andrade. Nella puntata del 11 ottobre di SmackDown difende ancora con successo la cintura, questa volta contro Carmelo Hayes. A Crown Jewel, difese con successo la cintura in un triple threat match contro Hayes e Andrade. Il 15 novembre a SmackDown, ha difeso il titolo contro Humberto in un open challenge, ma dopo il match è stato attaccato dal rientrante Shinsuke Nakamura. A Survivor Series: WarGames, perse il titolo dopo 119 giorni di regno proprio per mano del lottatore nipponico.
Prese parte alla Royal Rumble 2025 dove è entrato con il numero 29, durante il match ha eliminato Damian Priest prima di essere eliminato a sua volta da AJ Styles. Il 7 marzo, durante una puntata dello show blu ha sconfitto Nakamura riconquistando il WWE United States Championship. A WrestleMania 41 perse il titolo contro Jacob Fatu terminando il suo secondo regno di 43 giorni.
Nella puntata del 23 maggio di SmackDown LA Knight vince un triple threat match contro Shinsuke Nakamura e Aleister Black qualificandosi al Money in the Bank Ladder match.

## Personaggio

### Mosse finali
- BFT - Blunt Force Trauma (high knee seguito da una discus clothesline, in WWE sostituita con uno snapmare driver)
- Bottom Rung (pop-up side slam)
- Gravy Train (air raid siren)

### Soprannomi
- "The Defiant One"
- "The Megastar"
- "The Namer of Dummies"
- "The Perpetual Motion Machine of Badassery"
- "The Prince of Eternia"

## Titoli e riconoscimenti
- Championship Wrestling from Hollywood
  - NWA Heritage Tag Team Championship (2) – con Brian Cage
  - CWFH Heritage Heavyweight Championship (1)
- DDT Pro-Wrestling
  - Ironman Heavymetalweight Championship (1)
- Empire Wrestling Federation
  - EWF Heavyweight Championship (1)
- Future Stars of Wrestling
  - FSW Heavyweight Championship (2)
- Heartland Wrestling Association
  - HWA Television Championship (1)
- Match One Wrestling
  - M1W Tag Team Championship (1) – con Brian Cage
- National Wrestling Alliance
  - NWA World Tag Team Championship (1) – con James Storm
- Pro Wrestling Illustrated
  - 32° tra i 500 migliori wrestler singoli nella PWI 500 (2018)[72]
  - 27° tra i 500 migliori wrestler singoli nella PWI 500 (2024)[73]
- Pro Wrestling Revolution
  - PWR Heavyweight Championship (1)
- Total Nonstop Action Wrestling/Impact Wrestling
  - Impact World Championship (1)[74]
  - Impact World Tag Team Championship (1) – con Scott Steiner
  - TNA King of the Mountain Championship (1)
  - Feast or Fired (2016, 2018)
- Ultimate Championship Wrestling
  - UCW Heavyweight Championship (1)
- WWE
  - WWE United States Championship (2)[75]
- Wrestling Observer Newsletter
  - Worst Gimmick (2022) - come membro dei Maximum Male Models